# 小野村 (長崎県)
小野村（おのむら）は、長崎県北高来郡にあった村。1940年（昭和15年）9月1日に北高来郡中部の周辺各町村と合併し市制施行、諫早市となった。
現在の諫早市諫早地域のうち、小野地区にあたる。

## 地理
- 山：金比羅岳、蓮華石岳
- 河川：本明川、半造川、長野川、宗方川
- 溜池：宗方上溜池、宗方下溜池

## 歴史
- 1889年（明治22年）4月1日 -  町村制施行により、小野村・小野島村・河内町村・宗方村・長野村が合併し北高来郡小野村が発足。
- 1911年（明治44年）6月20日 - 島原鉄道線が開業し、当村域に小野村駅（現在の小野駅）が設置される。
- 1939年（昭和14年） - 逓信省が長崎地方航空機乗員養成所設置。
- 1940年（昭和15年）9月1日 - 北高来郡諫早町・小栗村・小野村・有喜村・真津山村・本野村・長田村が合併し市制施行。諫早市が発足し、小野村は自治体として消滅。

## 地名
小野村では大字を冠称した名を行政区域とする地域と、大字のみを行政区域とする地域が混在する。
大字小野
- 赤崎名
- 新田名
- 黒崎名
- 本村名

大字小野島
- 中田名
- 西川向名
- 東川向名

大字川内町
大字のみ。名は設置していない。
大字長野
大字のみ。名は設置していない。
大字宗方
大字のみ。名は設置していない。

## 交通

### 鉄道
島原鉄道
- 島原鉄道線

（諫早町） - 小野村駅 - （森山村）
現在、旧村域には小野村駅より改称した小野駅のほか、1995年（平成7年）より現在の諫早市小野島町に干拓の里駅が設置されている。

## 学校
- 小野尋常高等小学校